# Mu1 Octantis
Mu1 Octantis (50 Octantis) é uma estrela na direção da constelação de Octans. Possui uma ascensão reta de 20h 42m 02.52s e uma declinação de −76° 10′ 50.0″. Sua magnitude aparente é igual a 5.99. Considerando sua distância de 337 anos-luz em relação à Terra, sua magnitude absoluta é igual a 0.92. Pertence à classe espectral F4III-IV.